# 清閑寺良貞

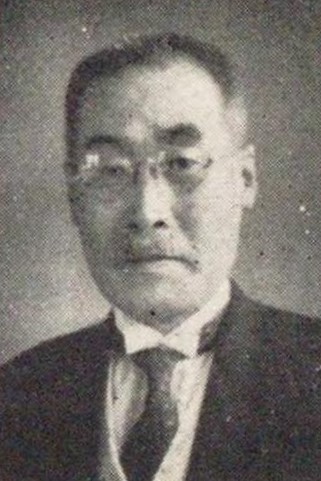
清閑寺良貞

清閑寺 良貞（せいかんじ ながさだ、旧字体：淸閑寺良貞、1888年（明治21年）7月30日 - 1951年（昭和26年）12月12日）は、大正から昭和前期の宮内官、政治家、華族。貴族院伯爵議員。

## 経歴
子爵・吉田良義の二男として生まれ、伯爵・清閑寺経房の養子となる。養父の隠居に伴い、1938年（昭和13年）1月15日、伯爵を襲爵した。 
1915年（大正4年）京都帝国大学法科大学を卒業。1926年（大正15年）以降、主猟官、式部官、皇太后宮事務官、同会計課長などを務めた。
1946年（昭和21年）6月27日、貴族院伯爵議員補欠選挙で当選し、研究会に所属して活動し1947年（昭和22年）5月2日の貴族院廃止まで在任した。

## 親族
- 養母：清閑寺修子（ながこ、壬生基修二女）[1]
- 夫人：清閑寺歌子（養父長女）[1]
- 長男：清閑寺経泰[1]
- 二男：池尻貞光（池尻基房養子）[1]